# Nepřívazský vodopád
Nepřívazský vodopád je přírodní vodopád na horské části toku Nepřívazského potoka (levostranný přítok řeky Bystřice), který se nachází ve výšce 450 m n. m. pod Jílovým vrchem, východně od Hluboček ve vojenském újezdu Libavá v okrese Olomouc v Olomouckém kraji. Vodopád je na břidlicové skále v Oderských vrších (části pohoří Nízký Jeseník). Název vodopádu je odvozen od zaniklé německé vesnice Nepřívaz (Epperswagen). Vodopád na Nepřívazském potoce má stabilní průtok, výšku 3 metry a nad ním je další malý stupeň a pod ním je také další malý stupeň. Protože se Nepřívazský vodopád nachází ve vojenském výcvikovém prostoru, tak je veřejnosti obvykle nepřístupný.

## Další informace
Vodopád je přístupný po lesní cestě a lesních stezkách v obtížnějším terénu. Poblíž vodopádu se také nachází ruiny zaniklého obydlí. Obvykle jedenkrát ročně může být vodopád a jeho okolí přístupné veřejnosti v rámci cyklo-turistické akce Bílý kámen.

## Galerie

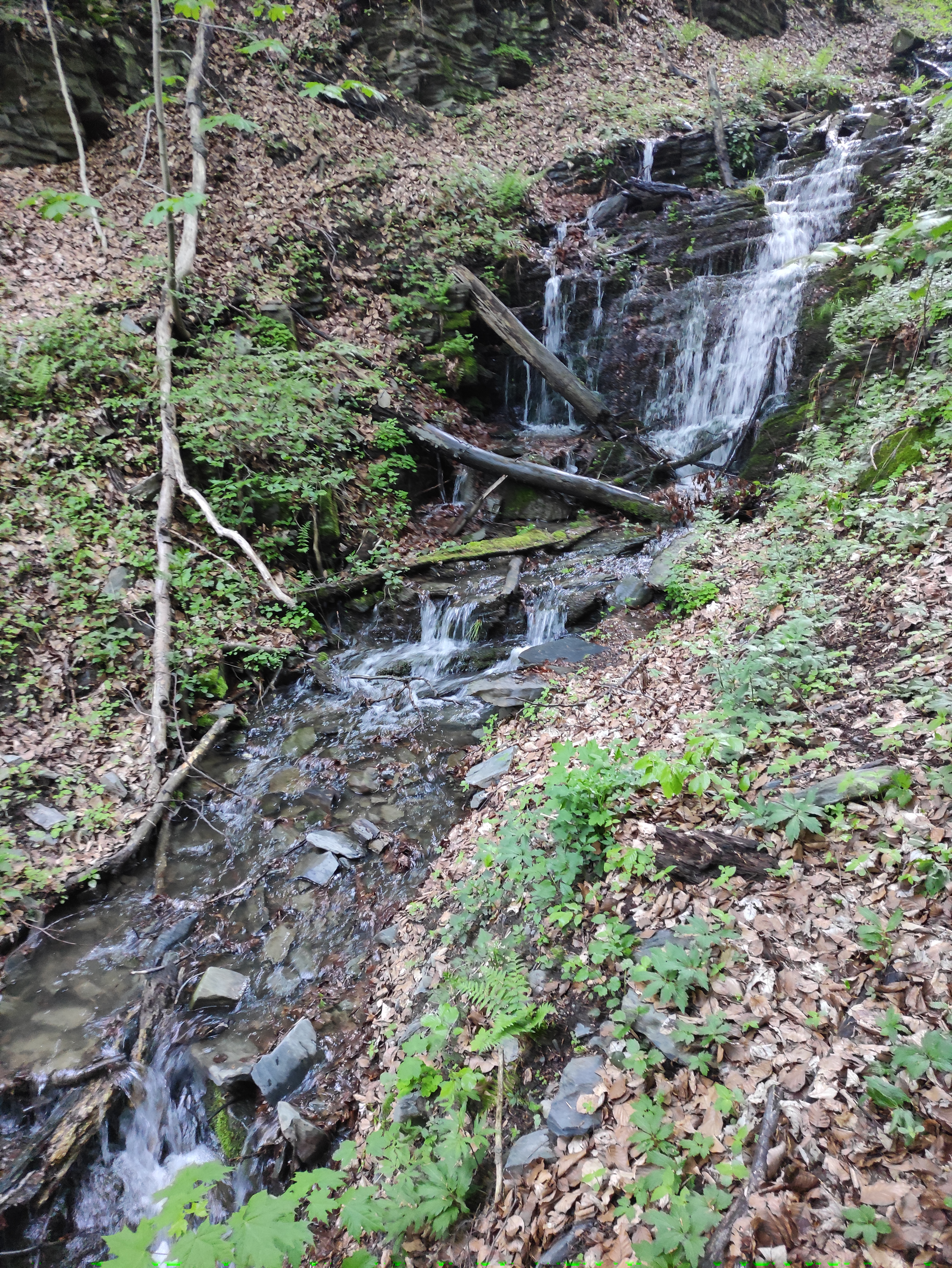
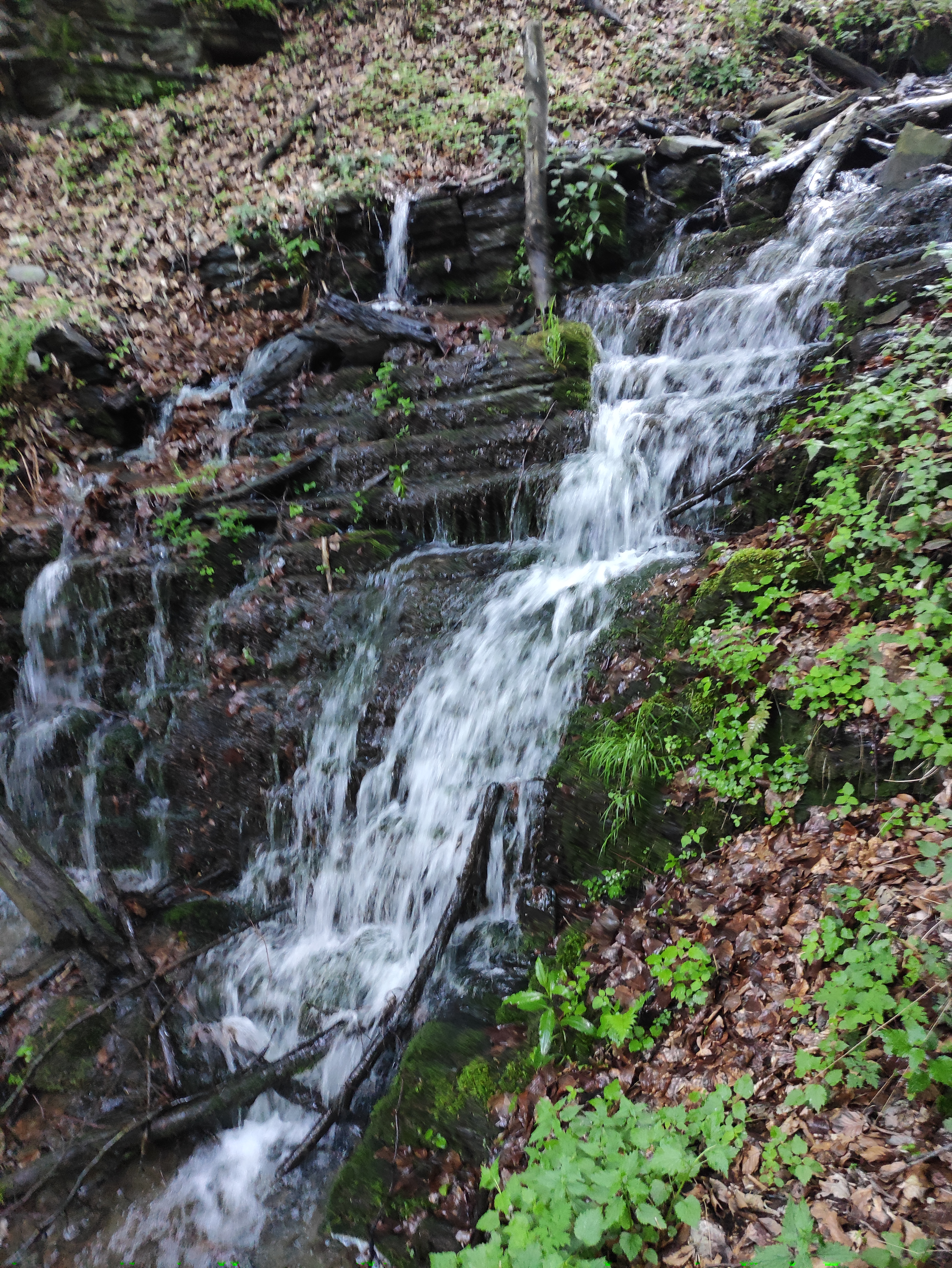
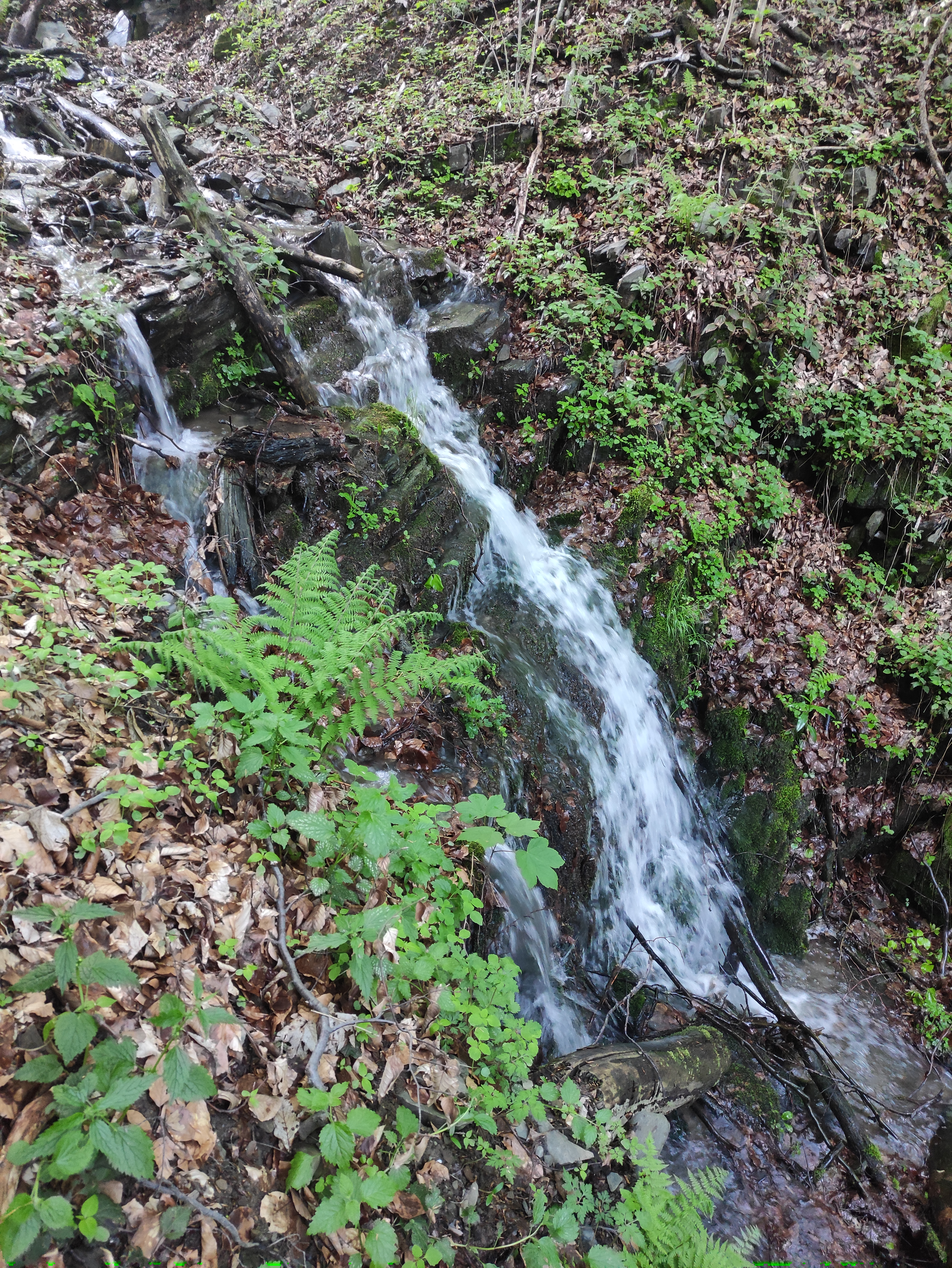
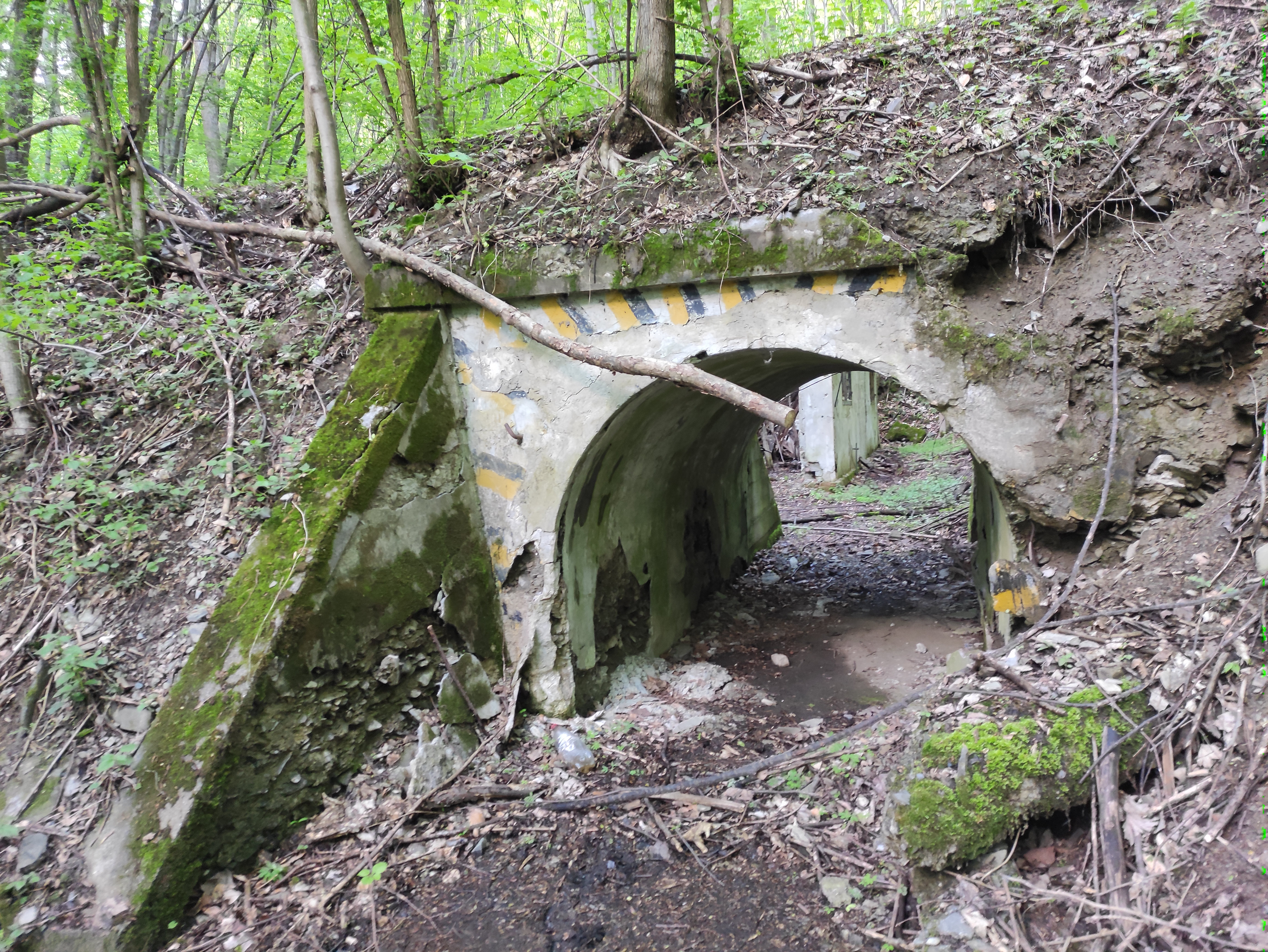
Zaniklé obydlí u vodopádu